# Maerlin
Maerlin war eine österreichische Folkband. Sie wurde 1980 von Heinz Blaha (* 1956) und Richard Hafner (* 1958) in Wien gegründet und beschäftigte sich mit der Modernisierung österreichischer Lieder und Tänze.
1983 erschien die LP Maerlin in der Besetzung
- Heinz Blaha (Gesang, Gitarre, Bouzouki, Banjo)
- Richard Hafner (Gitarre, Mandoline)
- Hermann Fritz (Geige)
- Dieter Strehly (Gesang, Flöte, Saxophon)
- Helmut Lindner (Gesang, Gitarre)

Nach einer Umbesetzung 1984, Wolfgang Knotek (Gitarre, Arrangement) und Ursula Schwarz (Geige, Piano) kamen dazu, wurde das Repertoire auf Musik aus ganz Europa ausgeweitet. Besonders Melodien aus Südosteuropa wurden in der Bearbeitung des Arrangeurs Knotek in das Programm aufgenommen und schließlich 1985 die LP Zollfrei unter dem Label Extraplatte produziert.
In den Jahren 1988 und 1989 stellte die Gruppe noch zwei musikalische Theatercollagen zusammen, bevor sie sich schließlich auflöste.